# 狭距紫堇
狭距紫堇（学名：Corydalis kokiana）为罂粟科紫堇属下的一个种。

## 扩展阅读
- 維基物種上的相關：狭距紫堇